# Alessandro Marcello
Alessandro Ignazio Marcello (Veneza, 1 de Fevereiro de 1673 –Veneza, 19 de Junho de 1747) foi um nobre e diletante, que se interessava pela arte, tendo sido poeta, filósofo e notável músico italiano.

## Biografia
Nasceu em Veneza, contemporâneo de Antonio Vivaldi. O seu irmão Benedetto Marcello, foi também um compositor.
Marcello dava concertos na sua cidade natal de Veneza. Compôs e publicou vários grupos de concertos, incluindo concertos sob o título de "La cetra" (a lira), assim como cantatas, árias, canzonettas e sonatas para violino. Marcello compunha frequentemente sob o pseudónimo de Eterio Stinfálico, o seu nome como membro da famosa Academia Arcadiana (Pontificia Accademia degli Arcadi).
Embora as suas obras se toquem hoje com escassa frequência, Marcello é considerado como um compositor muito competente. De acordo com o dicionário Grove, «os seus concertos de "La cetra" são invulgares pelas partes de instrumento de sopro solista, juntamente com um conciso emprego do contraponto ao estilo vivaldiano, elevando a sua categoria à de maior reconhecimento dentro do concerto clássico veneziano barroco».
O Concerto em ré menor que Marcello escreveu para oboé, cordas e baixo contínuo é talvez a sua obra mais conhecida. Foi divulgada graças a Johann Sebastian Bach, que a transcreveu para cravo (BWV 974).